# Сарпи (Грузия)
Са́рпи (груз. სარფი) — небольшое село на черноморском побережье Грузии, на границе с Турцией. Село находится Хелвачаурском муниципалитете Аджарии, на трассе E70. В селе находится средняя школа. Также в Сарпи расположен пограничный переход между Грузией и Турцией, открытый в 1989 году, который был реконструирован по проекту архитектурного бюро J. Mayer H. в 2011 году. Ближайший населённый пункт — турецкий приграничный посёлок Сарп.

## История
Во времена СССР Сарпи входил в пограничную зону и чтобы попасть сюда, требовалось специальное разрешение. Этот режим действовал до 1995 года включительно.

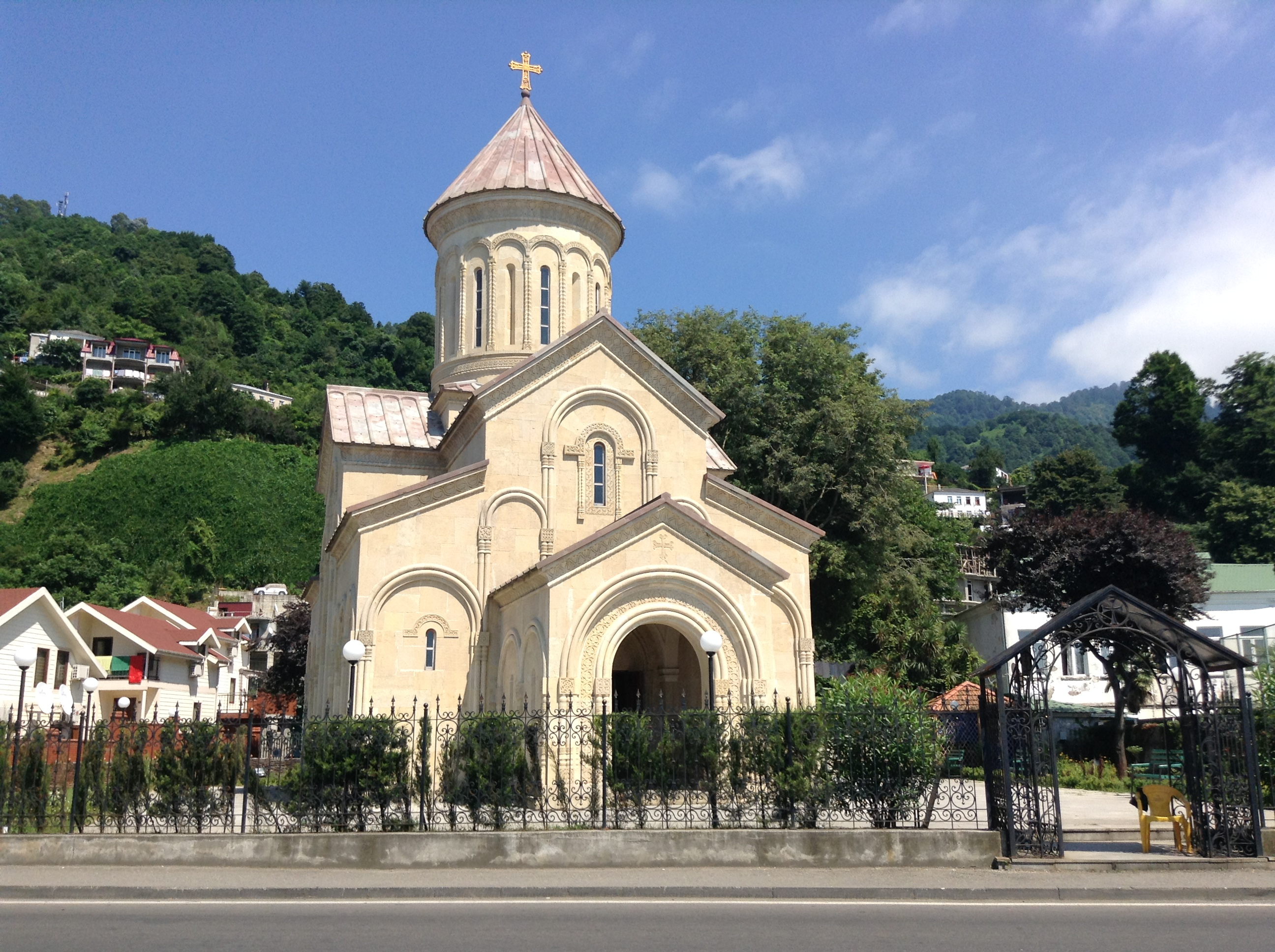
Православный храм в Сарпи

Постановлением Верховного Совета Аджарии от 16 октября 1991 таможня Сарпи была переведена под юрисдикцию Автономной Республики. С тех пор Аджария перечисляла в общегосударственный бюджет только 30 % таможенных доходов, пока «Аджарский кризис» 2004 года не завершился полным подчинением автономии столичным властям. Также Сарпи делится на две части — на турецкую и грузинскую.
Колхоз имени Орджоникидзе
В советское время в селе действовал колхоз имени Орджоникидзе, который выращивал цитрусовые плоды. В этом колхозе трудились Герои Социалистического Труда Мухамед Хасанович Кахаилиши и Зелиха Хуруновна Мемишиши.

## Демография
По итогам переписи 2014 года население Сарпи составило 826 человек, из них большинство грузины (лазы).
| Год переписи | Население |
| ------------ | --------- |
| 2002         | 858       |
| 2014         | 826       |